# Physematium pubescens
Physematium pubescens là một loài dương xỉ trong họ Woodsiaceae. Loài này được Bevis mô tả khoa học đầu tiên năm 1839.
Danh pháp khoa học của loài này chưa được làm sáng tỏ. 